# Frederik Nordsø
Frederik Tao Nordsø Schjoldan (født 5. juli 1980) er en dansk guitarist og producer, søn af guitaristen Mikkel Nordsø og tvillingebror til Fridolin Nordsø. I 2014 blev de to brødre kåret som de mest spillede danske kunstnere i radio og tv i 2014.
Ud over at være musiker i bandene The William Blakes, The Mountains og Choir of Young Believers, har han været aktiv i bandet The Informations (der har udgivet ét album, Noah's Ark) samt produceret musik for bl.a. Outlandish, Burhan G og Christopher.
I 2008 var han medstifter af pladeselskabet Speed Of Sound, sammen med Kristian Leth og Fridolin Nordsø. Deres første udgivelse var med bandet The William Blakes.